# Ричард Брејк
Ричард Колин Брејк (енгл. Richard Colin Brake; 30. новембар 1964, Истрад Минах) велшки је филмски, позоришни и ТВ глумац.